# Salata (Vobbia)
Salata (chiamata anche Salata di Vobbia) è una frazione di 19 abitanti del comune di Vobbia, nella città metropolitana di Genova.
La località è situata tra val Vobbia e val Sisola (tributaria della val Borbera), vicinissima a Salata di Mongiardino Ligure sulla Via del sale.

## Storia
Alcuni credono che il suo nome derivi dal termine longobardo "sala ", "sara" che potrebbe essere un nome o significare "casa padronale". Un'altra ipotesi indica in "sal", un'altura tra due torrenti. In realtà il suo nome è dovuto al fatto che lì vicino passava un'antica via del sale, ovvero una strada per la quale venivano portati carri carichi di sale da vendere in Piemonte.
Fino al Seicento era parte della parrocchia di Mongiardino Ligure, poi passò alle dipendenze di Vobbia.
Salata fu terreno di scontro tra gli Spinola - che possedevano Caprieto - e i Fieschi che possedevano Camere Nuove.

## Monumenti e luoghi d'interesse

### Architetture religiose
Nella frazione è presente la chiesa di sant'Antonio eretta nel 1661 e diventata parrocchia nel 1738. Edificata nel XVIII secolo, fu elevata al titolo di parrocchiale nel 1736 o nel 1738 secondo altre fonti. Il nuovo altare fu consacrato dal cardinale Giuseppe Siri il 17 agosto del 1950.